# Wiz Khalifa
Cameron Jibril Thomaz, mer känd som Wiz Khalifa, född 8 september 1987 i Minot, North Dakota och uppvuxen i Pittsburgh, Pennsylvania, är en amerikansk rappare och sångare.
Han är bland annat välkänd för sin debutsingel "Black and Yellow" som nådde förstaplatsen på Billboard Hot 100. Hans debutalbum Show and Prove släpptes den 5 september 2006.

## Diskografi

### Studioalbum
- 2006: Show and Prove
- 2009: Deal or No Deal
- 2011: Rolling Papers
- 2012: My Time
- 2014: Blacc Hollywood
- 2016: Khalifa
- 2018: Rolling Papers 2: The Weed Album
- 2022: Multiverse